# Swampy Plain River
Der Swampy Plain River ist ein Fluss im Südosten des australischen Bundesstaates New South Wales.
Der Fluss entspringt an den Osthängen des Mount Kosciuszko und umfließt den Berg im Uhrzeigersinn in einem Halbkreis, wobei er den 2035 m hoch gelegenen Bergsee Lake Cootapatamba durchquert.
Vom Mount Kosciuszko setzt der Fluss seinen Lauf nach Norden zur Khancoban Pondage fort, einem Stausee, der die Wasserversorgung der Kleinstadt Khancoban an seinem Nordende sichert. Vom Auslauf des Stausees wendet sich der Flusslauf nach Westen und durchfließt eine sumpfige Hochebene, nach der er benannt wurde. Nach wenigen Kilometern mündet er in den Murray River.